# Lijst van aanslagen in Tunesië
Onderstaand overzicht is een selectie uit de hoeveelheid aanslagen en overige geweldsdaden die in Tunesië sinds het begin van de 21ste eeuw hebben plaatsgevonden.

## 2002
- 11 april - Een tankwagen gevuld met aardgas en explosieven werd tot ontploffing gebracht bij de El-Ghribasynagoge op Djerba. Negentien mensen plus de aanslagpleger kwamen bij deze aanslag om het leven en dertig anderen raakten gewond.

## 2012
- 14 september - Bij een gewelddadige bestorming van de Amerikaanse ambassade en de ernaast gelegen Amerikaanse school in Tunis kwamen vier mensen om het leven en raakten tientallen mensen gewond. De school werd in brand gestoken.[1]

## 2015
- 18 maart – Bij een aanslag op het Bardomuseum in Tunis kwamen 22 mensen, waaronder veel Europese toeristen, om het leven. Daarnaast raakten 50 mensen gewond. De aanslag werd gepleegd door drie terroristen en werd opgeëist door IS, hoewel de Tunesische overheid Al Qaida in de Islamitische Maghreb voor de aanslag verantwoordelijk hield.[2]
- 26 juni - Bij een aanslag op hotel Imperial Marhaba ten noorden van Sousse werden 38 mensen gedood en raakten 39 mensen gewond.
- 24 november - Twaalf leden van de presidentiële garde werden in Tunis gedood bij een bomaanslag op de bus waar zij in zaten.[3]

## 2018
- 8 juli - Zes leden van de Tunesische veiligheidstroepen werden gedood en nog eens drie raakten gewond toen zij in een hinderlaag reden bij Aïn Soltane in de Tunesische provincie Jendouba nabij de grens met Algerije. Al Qaida in de Islamitische Maghreb eiste de verantwoordelijkheid op.[4]
- 29 oktober - Negen mensen raakten gewond toen een 30-jarige vrouw zich opblies bij het Ministerie van Binnenlandse Zaken aan de Habib Bourguibalaan in Tunis.[5]

## 2019
- 27 juni - Twee zelfmoordterroristen doodden een politieagent en verwondden negen anderen bij aanslagen nabij de Franse ambassade en het kantoor van de antiterreureenheid in Tunis. Een tweede politieagent overleed later aan zijn verwondingen.[6]

## 2020
- 6 maart - Bij een zelfmoordaanslag door twee terroristen bij de Amerikaanse ambassade in Tunis kwam een politieagent om het leven en raakten zes mensen gewond.[7]
- 6 september - Een lid van de Nationale Garde werd gedood en een andere gewond bij een mesaanval in het centrum van Sousse. De drie aanvallers werden doodgeschoten door de veiligheidsdiensten.[8] De aanslag werd opgeëist door IS.[9]

## 2023
- 9 mei - Tijdens een jaarlijkse joodse pelgrimstocht op het eiland Djerba schoot een bewaker van een militaire basis een collega, een tempelbewaker en twee anderen dood bij de El-Ghribasynagoge. Negen mensen raakten gewond. Beveiligingspersoneel doodde vervolgens de aanvaller.[10]